# Rättsråd
Rättsråd är i Sverige en titel på en utlandsstationerad tjänsteman vid justitiedepartementet. Rättsråd kan vara knutna till en diplomatisk beskickning och ha viss diplomatisk immunitet. 
Titeln kan jämföras med attaché, ekonomiskt råd (utsänd från finansdepartementet) eller kulturråd (utsänd från kulturdepartementet) med flera.  
Det största antalet rättsråd finns vid Sveriges ständiga representation vid Europeiska unionen. 